# 阿布茨贝辛根
阿布茨贝辛根是德国图林根州的一个市镇。总面积14.08平方公里，总人口516人，其中男性265人，女性251人（2011年12月31日），人口密度37人/平方公里。